# Matthias Lackas

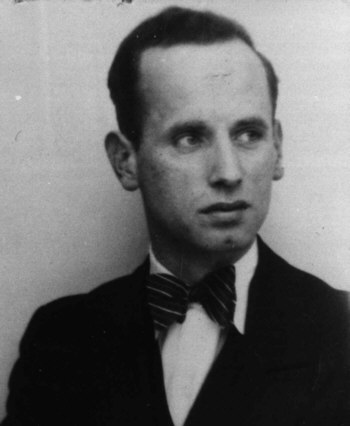
Matthias Lackas (1938)

Matthias Lackas (* 28. November 1905 in Merzig; † 29. Mai 1968 in München) war ein deutscher Buchhändler und Verlagsvertreter. Während des Zweiten Weltkriegs war er zeitweilig Geschäftsführer der Versandbuchhandlung Arnold (ein Tochterunternehmen des ehemaligen Ullstein-Konzerns). In dieser Position sowie als nachmaliger Mitarbeiter im Deutschen Archiv Verlag war er zentral in den Korruptionsskandal verwickelt, in den 1943/44 Heeres- und Luftwaffenstellen hineingezogen wurden. Nach dem Krieg machte er eine zweite Karriere als erfolgreicher Verleger. Sein 1949 gegründeter Perlen-Verlag, Marbach am Neckar, dann München, erzielte mit dem von Karlheinz Graudenz unter Mitarbeit von Erica Pappritz verfassten Buch der Etikette einen der größten Geschäftserfolge der 1950er und 1960er Jahre. Das Unternehmen wurde 1963 mit Gewinn verkauft und umfirmiert, es besteht als Südwest-Verlag fort. Lackas unterhielt daneben eine eigene Buchgemeinschaft, die er mit großem geschäftlichem Erfolg Mitte der 1950er Jahre im Bertelsmann Lesering aufgehen ließ. Auf seine Initiative wurde die Matthias Lackas-Stiftung gegründet, die sich heute in der Krebsforschung engagiert.

## Leben

### Ausbildung und erste berufliche Tätigkeiten
Bereits Lackas' Vater Nikolaus war verlegerisch tätig; als Volksschullehrer politisch engagiert, publizierte er patriotische Schriften, zum Teil im Selbstverlag. 1911 zog die Familie nach Trier. Lackas brach das Gymnasium aufgrund schwächlicher Gesundheit ab. Er machte eine Berufsausbildung zum Buchhändler, scheiterte aber beim Versuch, sich als Lehrmittelvertreter selbständig zu machen.
Verschuldet verließ er Trier. Ab 1931 arbeitete er als Vertreter bei einem Lehrmittelvertrieb in Berlin. 1933 bei der Lehrmittel- und Globusfabrik Räth in Leipzig, 1935 durch Vermittlung seines Bruders beim Aichacher Kurier. Erst 1939 erlangte er größere Sicherheit durch eine Anstellung als Korrespondent im Deutschen Verlag, Berlin, dem ehemaligen Haus Ullstein. Auf eine Aushilfsvertretung in Hamburg folgte die Übertragung der Generalvertretung für das Rheinland. Sie wurde das Karrieresprungbrett. Lackas brachte seinen Bezirk auf den zweiten Platz in der unternehmensinternen Rangskala und wurde schließlich 1941 in die Zentrale nach Berlin berufen, um dort eine Verluste einfahrende Unternehmenstochter, die Versandbuchhandlung Georg Arnold, zu sanieren.

### Im Deutschen Verlag (Ullstein) Ansprechpartner des Frontbuchhandels

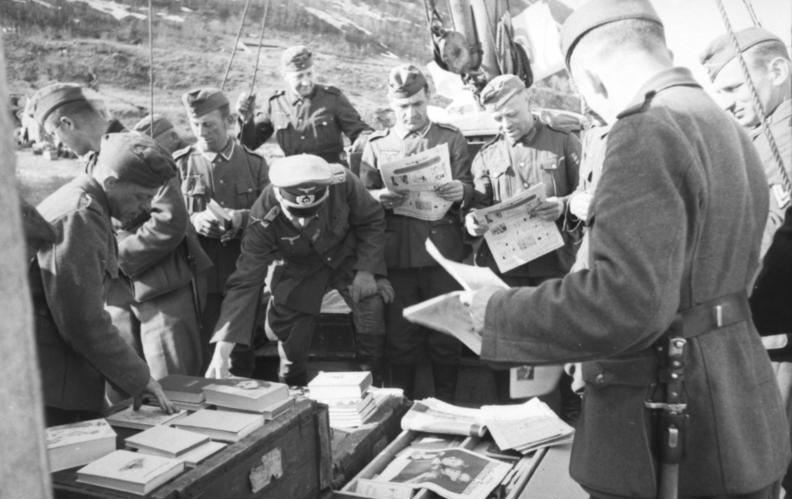
Die Wehrmacht: von 1940 bis 1945 der größte Bücherkunde Europas. Schwimmende Frontbuchhandlung in einem skandinavischen Hafen 1943, lesende Soldaten, ausgelegte Bücher; PK 681.

Die Leitung der Versandbuchhandlung Georg Arnold nutzte Lackas zu einer Sanierung, die ihn selbst zum faktischen Alleinunternehmer machte: Mit 50 Angestellten und einem Jahresumsatz von rund RM 500.000 schrieb die Filiale rote Zahlen. Der Umsatz ließ sich 1941 auf RM 1.500.000 steigern und erreichte 1942 die Höhe von RM 8.500.000 (etwa mit 5 zu multiplizieren für einen heutigen Wert in Euro) – bei einer Belegschaft, unter der letztlich drei Sachbearbeiter und eine Sekretärin die Aktivposten waren. Lackas sprach bei den Wehrmachtsstellen vor, die Bücher für Feldlazarette und deren Bibliotheken einkauften, und brachte hier sein Unternehmen in die lukrative Stellung eines organisatorisch tätigen, Papierkontingente ausschöpfenden Zwischenhändlers. Um die Soldaten mit gedruckter Ware zu versorgen, erhielten die einzelnen Waffengattungen, die Parteiverbände und weitere größere Abnehmer, wie die Organisation Todt, vierteljährlich Papierkontingente zugesprochen. Für das bewilligte Papierquantum konnten sie bei Verlagen Bücher erwerben. Um den Handel vor Korruption zu schützen, wurden Direktbestellungen so gut wie ausgeschlossen. Versandbuchhandlungen wurden als Zwischenhändler attraktiv. Das von Lackas geführte Unternehmen genoss hier als Unterabteilung des Medienkonzerns der Partei (Ullstein war 1937 „arisiert“ und im Verlauf des Verfahrens dem Zentralverlag der NSDAP angegliedert worden) eine günstige Stellung. Lackas bot an, die Belieferung mit Büchern für Wehrmachtseinheiten, die dies wollten, komplett zu organisieren. Er ließ sich mitteilen, wie viel Papier im Quartal zu verdrucken war, und knüpfte die Kontakte zu Verlagen, die in diesem Umfang liefern konnten. Das Verfahren wurde durch die Vergabe von Papierschecks überwacht und bürokratisiert: Jeder Auftrag an einen Verlag war im Verlauf auf einem Formular samt dem erforderlichen Papiervolumen zu notieren. Alle am Handel Beteiligten vom Papierlieferanten über den Verlag zum Endabnehmer notierten ihre Teilnahme, bevor zwei Behörden den Papierscheck und den mit ihm ergehenden Auftrag unabhängig voneinander überprüften.
Für die Wehrmachtsstellen war das Verfahren problematisch, da sie kaum über die nötigen Beziehungen zum Buchhandel verfügten, um Papierschecks rasch in das Genehmigungsverfahren zu bringen. Schöpften sie Kontingente nicht aus, so wurden diese absehbar zusammengestrichen. Lackas modifizierte das Verfahren, indem er sich die Papierschecks aushändigen ließ und sich mit ihnen an Verlage seiner Wahl wandte. Von ihnen ließ er sich Unterschriften der verantwortlichen Verlagsrepräsentanten blanko in die Formulare einsetzen – die Aufträge, die Papiervolumina und die Kosten blieben offen. Am Quartalsende konnte er mit den auf diese Weise vorab unterzeichneten Schecks bei den Wehrmachtsbestellern vorsprechen und nun die zu vergebenden Papiervolumina und Aufträge punktgenau einsetzen, so dass die Zuteilungen restlos ausgeschöpft würden. Das Verfahren war für die Verlage wie die Kunden der Wehrmacht interessant; es degradierte die Genehmigungsbehörden jedoch zu Institutionen, die die fertigen Schecks nur noch nachgeschaltet abzeichnen konnten.
Im nächsten Schritt verselbständigte sich der Handel: Die Verlage begannen den Druck, bevor die Schecks von den Behörden genehmigt zurückkamen. Das schien wenig problematisch, da die Papiervolumina ja bereits den Bestellern in Armee- und Parteiorganisationen zugestanden waren.
Die wirtschaftliche Tätigkeit war zu einem wesentlichen Teil auf Bestechung gegründet: Verlage zahlten Lackas Provisionen, die er über zwei Mittelsmänner im eigenen Unternehmen abschöpfen ließ – sein eigenes Gehalt war fixiert. Er selbst bestach mit „Mangelwaren“ aus Frankreich und den Niederlanden, Gütern, die im Krieg nicht mehr zu erhalten waren, die Personen in den Heeresämtern, die ihn mit Aufträgen und mit Sicherheiten ausstatteten (amtlichen Schreiben, die ihm Türen öffneten, und ihn selbst vor der Einziehung zum Kriegsdienst schützten).

### Geheimprozess vor dem Zentralgericht des Heeres und Todesurteil
In eine prekäre Lage geriet Matthias Lackas, als er Ende 1942 mit dem Deutschen Verlag brach. Ziel der provozierten Aktion war die geschäftliche Selbstständigkeit. Die von Lackas geführte Unternehmenstochter machte den größten Teil des Gewinnes, den der ehemalige Ullstein-Konzern jetzt einfuhr. Theoretisch musste es möglich sein, direkt als Zwischenhändler für die Wehrmacht tätig zu werden. Ein Mitarbeiterstab von zwei Mann würde dazu ausreichen.
Praktisch bedeutete der Ausstieg aus dem Mutterkonzern das Ende der Protektion durch den Parteiverlag der NSDAP. Lackas wurde unverzüglich nach dem Bruch Anfang Dezember 1942 zum Kriegsdienst einberufen und konnte sich nur noch dank seines wichtigsten Auftraggebers in der Luftwaffe retten. Dieser vermittelte ihn an einen Kleinverlag, den Deutschen Archiv Verlag, der sich vor allem mit Reiterliteratur hervortat.
In einem komplexen Arrangement handelte die Luftwaffe die Modalitäten aus, unter denen sie weiterhin über Lackas bestellen könnte  – die Konflikte mit dessen ehemaligem Arbeitgeber beendete das nicht. Die Vorgesetzten des Deutschen Verlages sahen sich die Geschäfte des ehemaligen Untergebenen entgehen und sorgten im Verlauf des Jahres 1943 für die Vorbereitung des Korruptionsskandals, mit dem Lackas und die beteiligten Militärstellen Ende 1943 in das Fadenkreuz geheimer Korruptionsermittlungen gerieten. Das Ende des lancierten Verfahrens war der vom 14. März bis zum 22. April 1944 verhandelte Geheimprozess gegen Lackas und seine zwei wichtigsten Mitarbeiter, in dessen Verlauf sich am 12. April das Zentralgericht des Heeres konstituierte.
Die von Seiten der Wehrmacht inhaftierten Dienststellenleiter Walter Pinski und Heinrich Schepelmann begingen, so die Aktenvermerke, in ihren Zellen Selbstmord. Lackas wurde am 31. Mai 1944 zum Tode verurteilt. Unter den Unternehmen, die mit ihm arbeiteten, befanden sich der S. Fischer Verlag, Berlin; der Wolfgang-Krüger-Verlag, Berlin; der Wilhelm Frick-Verlag, Wien; der C. Bertelsmann Verlag, Gütersloh; der Verlag Karl Rauch, Dessau; der Societäts-Verlag, Frankfurt (Eher-Konzern); der Stufen-Verlag, Leipzig, die Verlagsbuchhandlung Ludwig Kicheler, Darmstadt; der Verlag H. Goverts, Hamburg; der Willibald-Keller-Verlag, Leipzig; der Völkische Verlag, Düsseldorf; Piper Verlag, München; die Saarpfälzische Druckerei- und Verlagsgesellschaft, Kaiserslautern, der Eugen Händle-Verlag, Mühlacker. Der Prozessschwerpunkt wurde jedoch auf Bertelsmann, den Hauptkonkurrenten des Medienkonzerns der NSDAP, gelegt. Die führenden Bertelsmann-Mitarbeiter waren bereits Ende 1943/Anfang 1944 inhaftiert und zu einem eigens anberaumten Prozess nach Berlin verbracht worden. Bertelsmann sollte, so die Planung des Jahres 1944, der Anschlussprozess gemacht werden.

### Flucht auf dem Weg an die Front
Dieser Planung verdankte Lackas letztlich sein Überleben. Sein am 12. Juni 1944 eingereichtes Gnadengesuch wurde zwar von Heinrich Himmler am 4. September 1944 abgelehnt (wobei das Strafmaß für die Mitangeklagten von Riewel und Moldt gemildert wurde), die Vollstreckung des Urteils wurde aber aufgrund der laufenden Ermittlungen gegen Bertelsmann hinausgeschoben, da Lackas als möglicher Zeuge im Anschlussprozess benötigt wurde. Die Verlagerung des Bertelsmann-Verfahrens nach Westfalen gab den Anwälten jedoch im März 1945 die Chance, vor Ort ein Arrangement für den Gütersloher Verlag auszuhandeln. Das Todesurteil gegen Lackas wurde vor dem Hintergrund des bevorstehenden militärischen Zusammenbruchs im Frühjahr 1945 in „Bewährung an der Front“ umgewandelt. Die Bewährungseinheit erreichte der Sammeltransport aus dem Gefängnis Berlin-Moabit aber nicht mehr. Als der Zug vor Pilsen, das soeben bombardiert wurde, zum Stehen kam, ließ das Zugpersonal die Gefangenen frei. Lackas schlug sich in den Westen durch, kam vorübergehend in amerikanische Gefangenschaft und gelangte schließlich nach Aichach zu seinem Bruder Joseph. Sein weiterer Weg führte ihn nach Marbach am Neckar, wo der ehemalige Druckereibesitzer Cantz eine Anlaufstelle gestrandeter Verlagsbuchhändler war.

### Nachkriegskarriere
Gemeinsam mit Kollegen aus der Verlagsbranche und Johannes Hoffmann, dem späteren Ministerpräsidenten des Saarlands, erhielt Lackas am 21. Februar 1946 die Lizenz für die Gründung des Saar-Verlags, Saarbrücken. Das Unternehmen entwickelte sich jedoch wegen irregulärer Geschäftspraktiken, in die vor allem Lackas involviert war, desaströs. Lackas musste den Saar-Verlag wenig später im Eklat verlassen.
Am 14. Juli 1949 gründete er seinen eigenen Verlag, den Perlen-Verlag mit Sitz in Marbach. Eine eigene Buchgemeinschaft unter dem Titel „Bücher für alle“ rundete das Unternehmen ab. Lackas gewann für sie, soweit ersichtlich, ab 1950 800.000 Mitglieder, die die Abnahme eines Romans pro Monat zusicherten. „Bücher für alle“ ging Mitte der fünfziger Jahre im Bertelsmann Lesering auf, Lackas erhielt für die Mitglieder, die er dem ehemaligen Konkurrenten zuführte, eine laufende Zahlung. Der Perlen-Verlag feierte Ende der 1950er Jahre seinen herausragenden Geschäftserfolg mit Graudenz’ Buch der Etikette, das zur wichtigsten Benimm-Fibel der Nachkriegsrepublik wurde.
Lackas war im Verlagsbuchhandel der Nachkriegsjahre zudem als „Papierpapst“ bekannt. Niemand wusste so genau wie er, wo Unternehmen und Privatleute in den Kriegswirren Papier eingelagert hatten, das auch nach der Währungsreform noch lange Zeit Mangelware blieb. Verleger kontaktierten Lackas, wenn sie mit dem Papiernachschub in Bedrängnis kamen (so die Aussage des späteren Verlegers Albrecht Knaus 2004, seinerzeit bei Piper angestellt). Im Gegensatz zu der durch die Gerichtsprozesse gut dokumentierten Zeit bis 1944 fehlen für die Nachkriegszeit jedoch detaillierte Unterlagen, so dass sich kein genaues Bild ergibt. Lackas hatte die Tochter des Rechtsanwalts geheiratet, der einen seiner Mitarbeiter im Korruptionsprozess vertreten hatte; die Ehe blieb kinderlos und von den Kriegsereignissen überschattet. Lackas selbst konnte nur unter Angstanfällen an die Kriegsjahre zurückdenken. Er arbeitete ansonsten, so sein Wirtschaftsprüfer 2002, umtriebig, doch mit katastrophaler Buchhaltung.
Am 30. Juni 1958 zog der Perlen-Verlag von Marbach nach München um. Am 12. März 1963 wurde er in Südwest-Verlag, München, umbenannt und unter diesem Namen verkauft. Am 29. Mai 1968 starb Matthias Lackas in München an Lungenkrebs. Sein Vermögen blieb zunächst gesichert zur Versorgung seiner Frau. Seit ihrem Tod in den 1980ern steht es der von seinem 2016 verstorbenen ehemaligen Wirtschaftsprüfer Siegfried Götz geleiteten Matthias Lackas-Stiftung zum Einsatz in Projekten der Krebsforschung zur Verfügung.